# Mexikos Grand Prix 2024
Mexikos Grand Prix 2024, officiellt Fornula 1 Grand Premio De La Ciudad De México 2024, är ett Formel 1-lopp som kördes den 27 oktober 2024 på Autódromo Hermanos Rodríguez i Mexico City i Mexiko. Loppet är det tjugonde loppet ingående i Formel 1-säsongen 2024 och kommer att köras över 71 varv.

## Ställning i mästerskapet före loppet
| Pos. | Förare            | Poäng |
| ---- | ----------------- | ----- |
| 1 ▬  | Max Verstappen    | 354   |
| 2 ▬  | Lando Norris      | 297   |
| 3 ▬  | Charles Leclerc   | 275   |
| 4 ▬  | Oscar Piastri     | 247   |
| 5 ▬  | Carlos Sainz, Jr. | 215   |

| Pos. | Konstruktör           | Poäng |
| ---- | --------------------- | ----- |
| 1 ▬  | McLaren-Mercedes      | 544   |
| 2 ▬  | Red Bull              | 504   |
| 3 ▬  | Ferrari               | 496   |
| 4 ▬  | Mercedes              | 344   |
| 5 ▬  | Aston Martin-Mercedes | 86    |

- Notering: Endast de fem bästa placeringarna i vardera mästerskap finns med på listorna.

## Träningspassen
I det första av tre träningspassen ersattes fem stycken ordinarie förare av förare som kört som mest två lopp.
- Robert Shwartzman ersatte Zhou Guanyu i Sauber.[5]
- Felipe Drugovich ersatte Fernando Alonso i Aston Martin.[5]
- Patricio O'Ward ersatte Lando Norris i McLaren.[6]
- Andrea Kimi Antonelli ersatte Lewis Hamilton i Mercedes.[5]
- Oliver Bearman ersatte Charles Leclerc i Ferrari..[5]

Detta var även Alonsos 400:e anmälan till ett Grand Prix, vilket han blev den första föraren att uppnå.
I det andra träningspasset testades däck inför säsongen 2025, vilket resulterade i att träningpasset utökades med 30 minuter.

## Kvalet
Kvalet kördes den 26 oktober 2024, klockan 15:00 lokal tid (UTC−6).
| Pos.                    | Nr. | Förare           | Konstruktör                  | Kvaltider | Kvaltider | Kvaltider | Start- grid |
| Pos.                    | Nr. | Förare           | Konstruktör                  | Q1        | Q2        | Q3        | Start- grid |
| ----------------------- | --- | ---------------- | ---------------------------- | --------- | --------- | --------- | ----------- |
| 1                       | 55  | Carlos Sainz Jr. | Ferrari                      | 1:16.778  | 1:16.515  | 1:15.946  | 1           |
| 2                       | 1   | Max Verstappen   | Red Bull Racing-Honda RBPT   | 1:16.803  | 1:16.514  | 1:16.171  | 2           |
| 3                       | 4   | Lando Norris     | McLaren-Mercedes             | 1:16.505  | 1:16.301  | 1:16.260  | 3           |
| 4                       | 16  | Charles Leclerc  | Ferrari                      | 1:16.972  | 1:16.641  | 1:16.265  | 4           |
| 5                       | 63  | George Russell   | Mercedes                     | 1:17.194  | 1:16.937  | 1:16.356  | 5           |
| 6                       | 44  | Lewis Hamilton   | Mercedes                     | 1:17.306  | 1:16.973  | 1:16.651  | 6           |
| 7                       | 20  | Kevin Magnussen  | Haas-Ferrari                 | 1:17.125  | 1:17.003  | 1:16.886  | 7           |
| 8                       | 10  | Pierre Gasly     | Alpine-Renault               | 1:17.149  | 1:17.048  | 1:16.892  | 8           |
| 9                       | 23  | Alexander Albon  | Williams-Mercedes            | 1:17.189  | 1:16.988  | 1:17.065  | 9           |
| 10                      | 27  | Nico Hülkenberg  | Haas-Ferrari                 | 1:17.186  | 1:16.995  | 1:17.365  | 10          |
| 11                      | 22  | Yuki Tsunoda     | RB-Honda RBPT                | 1:17.182  | 1:17.129  | N/A       | 11          |
| 12                      | 30  | Liam Lawson      | RB-Honda RBPT                | 1:17.380  | 1:17.162  | N/A       | 12          |
| 13                      | 14  | Fernando Alonso  | Aston Martin Aramco-Mercedes | 1:17.307  | 1:17.168  | N/A       | 13          |
| 14                      | 18  | Lance Stroll     | Aston Martin Aramco-Mercedes | 1:17.407  | 1:17.294  | N/A       | 14          |
| 15                      | 77  | Valtteri Bottas  | Kick Sauber-Ferrari          | 1:17.393  | 1:17.817  | N/A       | 15          |
| 16                      | 43  | Franco Colapinto | Williams-Mercedes            | 1:17.558  | N/A       | N/A       | 16          |
| 17                      | 81  | Oscar Piastri    | McLaren-Mercedes             | 1:17.597  | N/A       | N/A       | 17          |
| 18                      | 11  | Sergio Pérez     | Red Bull Racing-Honda RBPT   | 1:17.611  | N/A       | N/A       | 18          |
| 19                      | 31  | Esteban Ocon     | Alpine-Renault               | 1:17.617  | N/A       | N/A       | 19          |
| 20                      | 24  | Zhou Guanyu      | Kick Sauber-Ferrari          | 1:18.072  | N/A       | N/A       | 20          |
| 107 %-gränsen: 1:21.860 |     |                  |                              |           |           |           |             |
| Källor:                 |     |                  |                              |           |           |           |             |

## Loppet
Loppet kördes den 27 oktober 2024, klockan 14:00 lokal tid (UTC−6), och kördes över 71 varv.
| Pos.                                                             | Nr. | Förare           | Konstruktör                  | Varv | Tid/Bröt    | Placering | Poäng |
| ---------------------------------------------------------------- | --- | ---------------- | ---------------------------- | ---- | ----------- | --------- | ----- |
| 1                                                                | 55  | Carlos Sainz Jr. | Ferrari                      | 71   | 1:40:55.800 | 1         | 25    |
| 2                                                                | 4   | Lando Norris     | McLaren-Mercedes             | 71   | +4.705      | 3         | 18    |
| 3                                                                | 16  | Charles Leclerc  | Ferrari                      | 71   | +34.387     | 4         | 16    |
| 4                                                                | 44  | Lewis Hamilton   | Mercedes                     | 71   | +44.780     | 6         | 12    |
| 5                                                                | 63  | George Russell   | Mercedes                     | 71   | +48.536     | 5         | 10    |
| 6                                                                | 1   | Max Verstappen   | Red Bull Racing-Honda RBPT   | 71   | +59.558     | 2         | 8     |
| 7                                                                | 20  | Kevin Magnussen  | Haas-Ferrari                 | 71   | +1:03.642   | 7         | 6     |
| 8                                                                | 81  | Oscar Piastri    | McLaren-Mercedes             | 71   | +1:04.928   | 17        | 4     |
| 9                                                                | 27  | Nico Hülkenberg  | Haas-Ferrari                 | 70   | +1 varv     | 10        | 2     |
| 10                                                               | 10  | Pierre Gasly     | Alpine-Renault               | 70   | +1 varv     | 8         | 1     |
| 11                                                               | 18  | Lance Stroll     | Aston Martin Aramco-Mercedes | 70   | +1 varv     | 14        |       |
| 12                                                               | 43  | Franco Colapinto | Williams-Mercedes            | 70   | +1 varv     | 16        |       |
| 13                                                               | 31  | Esteban Ocon     | Alpine-Renault               | 70   | +1 varv     | PL        |       |
| 14                                                               | 77  | Valtteri Bottas  | Kick Sauber-Ferrari          | 70   | +1 varv     | 15        |       |
| 15                                                               | 24  | Zhou Guanyu      | Kick Sauber-Ferrari          | 70   | +1 varv     | 19        |       |
| 16                                                               | 30  | Liam Lawson      | RB-Honda RBPT                | 70   | +1 varv     | 12        |       |
| 17                                                               | 11  | Sergio Pérez     | Red Bull Racing-Honda RBPT   | 70   | +1 varv     | 18        |       |
| Ret                                                              | 14  | Fernando Alonso  | Aston Martin Aramco-Mercedes | 15   | Bromsar     | 13        |       |
| Ret                                                              | 23  | Alexander Albon  | Williams-Mercedes            | 0    | Kollision   | 9         |       |
| Ret                                                              | 22  | Yuki Tsunoda     | RB-Honda RBPT                | 0    | Kollision   | 11        |       |
| Snabbaste varvet: Charles Leclerc (Ferrari) – 1:18.336 (varv 71) |     |                  |                              |      |             |           |       |
| Källor:                                                          |     |                  |                              |      |             |           |       |

Noter
1. ↑  Inkluderar en poäng för snabbaste varv.[11]
2. ↑  Franco Colapinto fick tio sekunders bestraffning för att ha orsakat en kollision med Liam Lawson. Hans slutgiltiga position påverkades inte av bestraffningen.[12]

## Ställning i mästerskapet efter loppet
| Pos. | Förare            | Poäng |
| ---- | ----------------- | ----- |
| 1 ▬  | Max Verstappen    | 362   |
| 2 ▬  | Lando Norris      | 315   |
| 3 ▬  | Charles Leclerc   | 291   |
| 4 ▬  | Oscar Piastri     | 251   |
| 5 ▬  | Carlos Sainz, Jr. | 240   |

| Pos.  | Konstruktör           | Poäng |
| ----- | --------------------- | ----- |
| 1 ▬   | McLaren-Mercedes      | 566   |
| 2 ▲ 1 | Ferrari               | 537   |
| 3 ▼ 1 | Red Bull              | 512   |
| 4 ▬   | Mercedes              | 366   |
| 5 ▬   | Aston Martin-Mercedes | 86    |

- Notering: Endast de fem bästa placeringarna i vardera mästerskap finns med på listorna.